# Anders Fogh Rasmussen

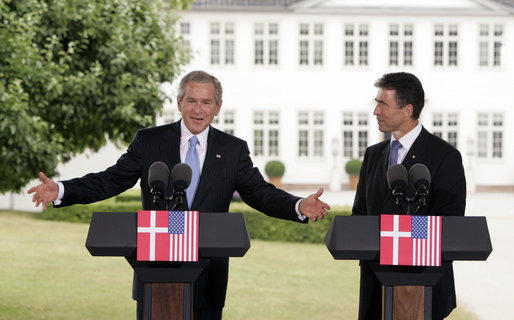
Premier Danii Anders Fogh Rasmussen i prezydent USA George W. Bush, 2005

Anders Fogh Rasmussen (wym. [ˈɑnɐs ˈfɔʊ̯ˀ ˈʁɑsmusn̩]ⓘ; ur. 26 stycznia 1953 w Ginnerup) – duński polityk, w latach 1998–2009 przewodniczący liberalnej partii Venstre, od 2001 do 2009 premier Danii, w latach 2009–2014 sekretarz generalny NATO.

## Życiorys

### Wykształcenie i działalność do 2001
Kształcił się w zakresie filologii i nauk społecznych w Viborg Katedralskole. W 1978 ukończył studia ekonomiczne na Uniwersytecie Aarhus. Następnie do 1987 pracował jako doradca w samorządzie rzemieślniczym.
W pierwszej połowie lat 70. zaangażował się w działalność partii Venstre. Od 1974 do 1976 był prezesem organizacji młodzieżowej liberałów. W 1978 po raz pierwszy uzyskał mandat posła do duńskiego parlamentu (Folketingetu). Skutecznie ubiegał się o reelekcję w każdych kolejnych wyborach do 2007 włącznie. Od 1984 był członkiem władz klubu parlamentarnego Venstre, rok później został wiceprzewodniczącym partii na szczeblu krajowym.
W 1987 premier Poul Schlüter powierzył mu stanowisko ministra ds. podatków. Trzy lata później Anders Fogh Rasmussen objął urząd ministra gospodarki. Obie funkcje ministerialne pełnił do 1992. W 1998 zastąpił Uffe Ellemann-Jensena na stanowisku przewodniczącego Venstre, stanął też na czele frakcji parlamentarnej tego ugrupowania.

### Premier
W 2001 kierowana przez niego partia liberalna zwyciężyła w wyborach parlamentarnych (na skutek czego Socialdemokraterne po raz pierwszy od około 80 lat straciła status najliczniejszej partii parlamentarnej). 27 listopada 2001 Anders Fogh Rasmussen stanął na czele duńskiego rządu, współtworząc mniejszościową koalicję z Konserwatywną Partią Ludową, korzystając ze wsparcia Duńskiej Partii Ludowej. Tożsamy układ polityczny był odtwarzany po zwycięskich dla liberałów wyborach w 2005 i 2007 (stał się wówczas najdłużej urzędującym liberalnym premierem Danii. Kierowany przez niego rząd opowiadał się za deregulacją, prywatyzacją gospodarki, zwiększeniem uprawnień samorządów. Deklarował zamiar ograniczania imigracji zarobkowej na półwysep. W 2003 Anders Fogh Rasmussen poparł amerykańską interwencję w Iraku, a po jej zakończeniu zgodził się na wysłanie do Mezopotamii sił stabilizacyjnych. W okresie kryzysu związanego z publikacją karykatur Mahometa przez pismo „Jyllands-Posten” odmówił przeprosin, wskazując na niezależność prasy od władz państwowych.

### Działalność od 2009
4 kwietnia 2009 podczas konferencji prasowej w ramach 21. szczytu NATO w Strasburgu i Kehl Jaap de Hoop Scheffer poinformował, iż kraje członkowskie dokonały wyboru urzędującego premiera Danii na sekretarza generalnego NATO. W konsekwencji Anders Fogh Rasmussen zrezygnował ze stanowiska premiera, mandatu poselskiego i kierowania partią. Urzędowanie w strukturach NATO rozpoczął 1 sierpnia 2009, a zakończył 1 października 2014.

## Życie prywatne
Od 1978 żonaty z Anne-Mette, ma troje dzieci: Henrika (ur. 1979), Marię (ur. 1981) i Christinę (ur. 1984). Jest autorem książki Fra socialstat til minimalstat (Od państwa socjalnego do państwa minimum), gdzie zadeklarował się jako zwolennik liberalnej polityki gospodarczej.

## Odznaczenia i wyróżnienia
- Krzyż Wielki Orderu Danebroga (Dania, 2009)[4][5]
- Komandor I klasy Orderu Danebroga (Dania, 2002)[6]
- Komandor Orderu Danebroga (Dania, 2001)[7]
- Złoty Medal Zasługi (Dania, 2003)[8][5]
- Krzyż Wielki Orderu Zasługi (Portugalia, 1992)[9][5]
- Krzyż Wielki Orderu Zasługi Republiki Federalnej Niemiec (Niemcy, 2002)[6][5]
- Krzyż Wielki Orderu Korony Dębowej (Luksemburg, 2003)[10][11][5]
- Krzyż Wielki Orderu Zasługi Rzeczypospolitej Polskiej (Polska, 2003)[12][5]
- Krzyż Wielki Orderu Gwiazdy Rumunii (Rumunia, 2004)[13][14][5]
- Krzyż Wielki Orderu Pedra Joaquína Chamorro (Nikaragua)[15][5]
- Krzyż Wielki Orderu Rubéna Darío (Nikaragua, 2003)[16][5]
- Krzyż Wielki Orderu Wielkiego Księcia Giedymina (Litwa, 2004)[17]
- Wielki Oficer Orderu Trzech Gwiazd (Łotwa, 2005)[18][5]
- Krzyż Wielki Orderu Gwiazdy Polarnej (Szwecja, 2007)[19][5]
- Krzyż Wielki Orderu Narodowego Krzyża Południa (Brazylia, 2007)[20][5]
- Order Krzyża Ziemi Maryjnej I klasy (Estonia, 2009)[21]
- Order Stara Płanina I klasy (Bułgaria, 2014)[22][5]
- Krzyż Wielki Orderu Oranje-Nassau (Holandia, 2014)[23][5]
- Order Wolności (Ukraina, 2014)[24][5]
- Komandor Honorowy Orderu św. Michała i św. Jerzego (Wielka Brytania, 2015)[25][5]
- Wielka Wstęga Orderu Leopolda (Belgia)[5]
- Krzyż Wielki Orderu Witolda Wielkiego (Litwa)[5]
- Krzyż Wielki Orderu „Za Zasługi dla Litwy” (Litwa)[5]
- Krzyż Uznania I klasy (Łotwa)[5]
- Tytuł doktora honoris causa Uniwersytetu Bukareszteńskiego (2013)[26].
- Medal Kuriera z Warszawy (2025)[27]